# Phoenicaulis
Phoenicaulis é um género botânico pertencente à família Brassicaceae.